# Enzima exocelular

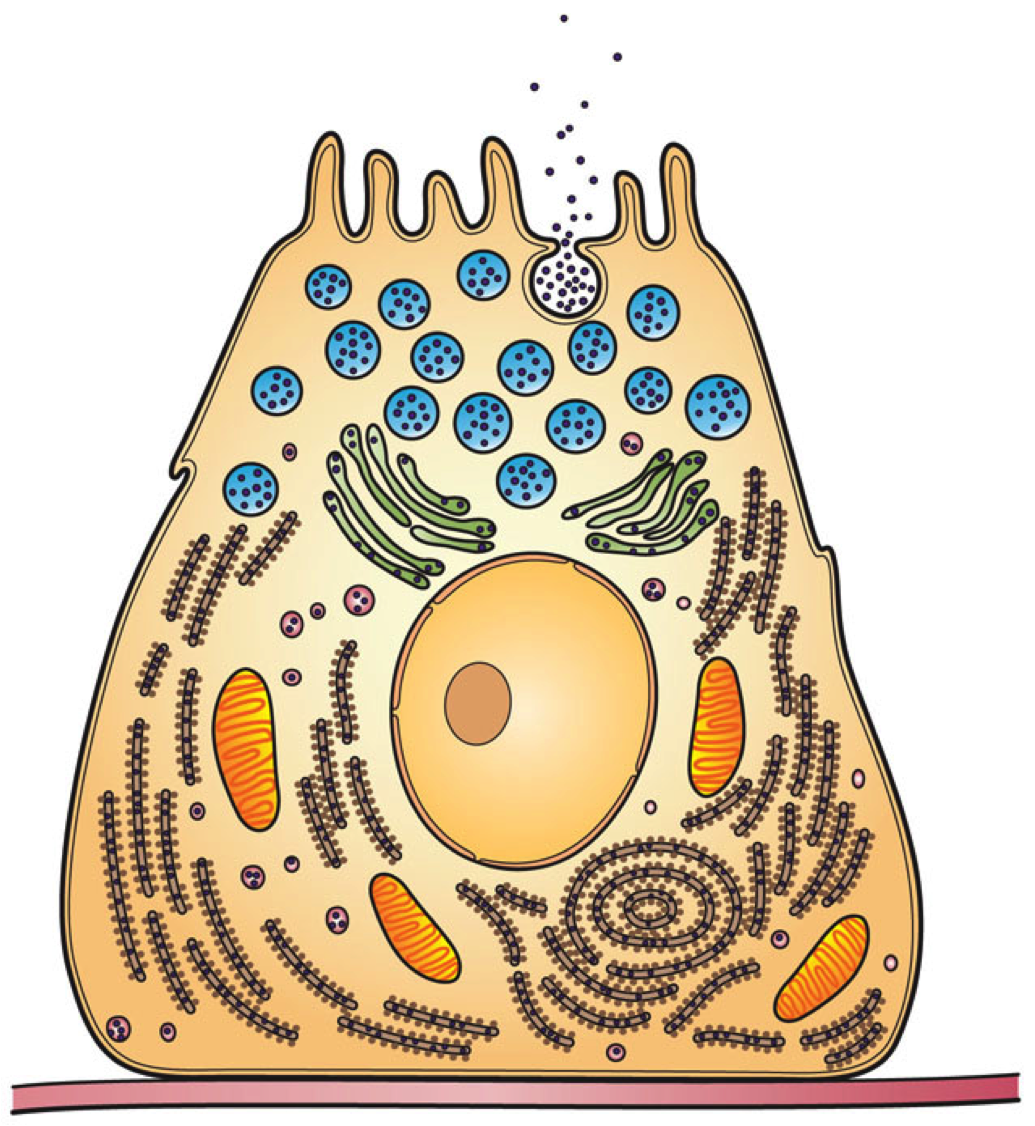
Organelos involvidos na secreção de exoenzimas.

Enzima exocelular, enzima extracelular ou exoenzima é um tipo de enzima caracterizada por atuar fora das células em que é produzida, como por exemplo, a sacarase. Após serem excretadas das células que as produzem, estas enzimas realizam funções específicas, como digestão extracelular. 
Podem ser classificadas de acordo com o tipo de moléculas que hidrolisam:
- Amilase
- Lipase
- Protease